# Manfred Luchterhandt
Manfred Luchterhandt (* 1966 in Detmold) ist ein deutscher Kunsthistoriker. Seine Schwerpunkte sind die Kunstgeschichte Italiens und des Mittelalters, insbesondere des östlichen Mittelmeerraums (Rom, Italien, Byzanz, Naher Osten).

## Leben
Nach seinem Abitur am Stadtgymnasium Detmold studierte Manfred Luchterhandt an der Julius-Maximilians-Universität Würzburg, in Padua und Rom Geschichte, Germanistik, Kunstgeschichte, und Archäologie. 1993 absolvierte er das Erste Staatsexamen in Geschichte und Germanistik. 1997 promovierte er in Würzburg mit einer Dissertation über den Dom von Parma. Von 1994 bis 2000 war er Doktorandenstipendiat und Wissenschaftlicher Assistent am Max-Planck-Institut für Kunstgeschichte in Rom (Bibliotheca Hertziana), seit 2001 Wissenschaftlicher Assistent und Akademischer Oberrat an der Universität Münster, wo er sich 2007 mit einer Studie über die päpstliche Hofkultur im Frühmittelalter habilitierte. Nach weiteren Gastaufenthalten bei der Max-Planck-Gesellschaft und Lehrstuhlvertretungen an der Universität Erlangen ist er seit 2011 Professor für Kunstgeschichte des Mittelalters an der Universität Göttingen. Von 2017 bis 2020 war er dort Dekan der Philosophischen Fakultät, Sprecher des Dekanekonzils und Mitglied im Lenkungsausschuss für die Exzellenzinitiative. 2023–2024 war Manfred Luchterhandt Sprecher des Senats der Universität Göttingen. Seit 2025 ist er ordentliches Mitglied der Akademie der Wissenschaften und der Literatur Mainz.
Manfred Luchterhandt ist der Bruder des Musiktheoretikers und Kirchenmusikers Gerhard Luchterhandt und der Kirchenmusikerin Agnes Luchterhandt.

## Preise und Auszeichnungen
- 1998 Otto-Hahn-Medaille der Max-Planck-Gesellschaft (MPG)
- 2000/01 Reisestipendium der Max-Planck-Gesellschaft in den Christlichen Orient und nach Washington
- 2024 Fellow der Italian Academy – Institute for Advanced Studies an der Columbia University, New York[3]
- 2025: Mitglied der Akademie der Wissenschaften und der Literatur, Mainz

## Veröffentlichungen (Auswahl)
- (als Hrsg., mit Hedwig Röckelein) Palatium Sacrum. Sakralität am Hof des Mittelalters. Orte, Dinge, Rituale. Schnell + Steiner, Regensburg 2021, ISBN 978-3-7954-3150-1
- Die 'Nacht der Bilder' in Rom: Die Kultgeschichte der päpstlichen Salvatorikone im Spiegel neuer Handschriftenfunde, in: Museum als Resonanzraum: Kunst, Wissenschaft, Inszenierung, hg. von C. Ruhmann u. a., Petersberg 2020, S. 71–109.
- The Popes and the Loca Sancta of Jerusalem: Relic Practice and Relic Diplomacy in the Eastern Mediterranean after the Muslim Conquest, in: B. Kühnel, R. Bartal, N. Bodmer (eds.), Natural Materials of the Holy Land and the Visual Translation of Place, 500-1500, Oxford 2017, S. 36–63.
- Die Antiken Roms und ihre mittelalterlichen Betrachter, in: Wunder Roms im Blick des Nordens, Ausst.-Kat. Paderborn 2017, hg. von C. Stiegemann, Petersberg 2017, S. 90–109.
- (Hg.) abgekupfert – Roms Antiken in den Reproduktionsmedien der Frühen Neuzeit, Ausst.-Kat. Petersberg 2013.
- (Hg.) Das unschuldige Auge. Orientbilder in der frühen Fotografie, Ausst.-Kat. Petersberg 2017.
- Vom Haus des Bischofs zum Locus Sanctus: Der Lateranpalast im kulturellen Gedächtnis des römischen Mittelalters, in: M. Featherstone u. a. (eds.): The Emperor's house. Palaces from Augustus to the Age of Absolutism (Urban Spaces 4), Berlin 2015, S. 73–92.
- Il Sovrano sotto l´immagine. Icone nei cerimoniali di acclamazione a Roma e a Bisanzio?, in: Text, Bild und Ritual in der mittelalterlichen Gesellschaft (8.–11. Jh.) – Testo, immagine e rito nella società altomedievale, hg. von P. Carmassi u. C. Winterer, Florenz 2014 (Millennio medievale 102: Strumenti e studi, n. s. 39), S. 45–76, Taf. I–V.
- Rom und Aachen. Die Karolinger und der päpstliche Hof um 800, in: Karl der Große – Charlemagne, Ausst.-Kat. Aachen 2014, Bd. 3: Orte der Macht. Essays, hg. von F. Pohle, Dresden 2014, S. 104–113.
- Rinascita a Roma, nell’Italia carolingia e meridionale, in: Storia dell'Architettura Italiana: Da Costantino a Carlo Magno, hg. von S. de Blaauw, Mailand 2010, S. 322–373.
- Die Kathedrale von Parma. Architektur und Skulptur im Zeitalter von Reichskirche und Kommunebildung (Römische Studien der Bibliotheca Hertziana 24), München 2009.
- Eine lange Spätantike? Bildung und Antikendiskurs in der Zeit nach Karl dem Großen, in: Corvey und das Erbe der Antike. Kaiser, Klöster und Kulturtransfer im Mittelalter; Ausst.-Kat. Petersberg 2024, S. 31-47.